# Liste der Banken in Griechenland
Dies ist die Liste der Banken im südosteuropäischen Staat Griechenland.

## Zentralbank
- Bank von Griechenland

## Handelsbanken
| Name                    | Gründungsjahr1 | Hauptsitz         | Mitarbeiter   | Filialen in Griechenland | Auslandsniederlassungen bzw. Auslandsfilialen                                                        | Umsatz (Mrd. €) | Gewinn (Mio. €) | Aktiva (Mrd. €) | Eigenkapital (Mrd. €) | Website         |
| ----------------------- | -------------- | ----------------- | ------------- | ------------------------ | --- | --------------- | --------------- | --------------- | --------------------- | --------------- |
| Alpha Bank              | 1879           | Athen             | 8.341 (2017)  | 469 (2017)               | Albanien, Bulgarien, Großbritannien, Nordmazedonien, Rumänien, Serbien, Ukraine, Zypern              | 2,383 (2009)    | 349,8 (2009)    | 69,60 (2009)    | 5,372 (2009)          | www.alpha.gr    |
| ATEbank                 | 1929           | Athen             | 8.915 (2010)  |                          | | (20xx)          | (20xx)          | (20xx)          | (20xx)                | www.atebank.gr  |
| Attica Bank             |                | Athen             | 777 (2017)    | 55 (2017)                | | (20xx)          | (20xx)          | (20xx)          | (20xx)                |                 |
| Bank of Cyprus          |                | Strovolos, Zypern | (20xx)        |                          | | (20xx)          | (20xx)          | (20xx)          | (20xx)                |                 |
| Citibank                | 19641          | Athen             | (20xx)        | 41 (2011)                | | (20xx)          | (20xx)          | (20xx)          | (20xx)                |                 |
| Eurobank Ergasias       | 1990           | Athen             | 8.026 (2017)  | 396 (2017)               | | 3,041 (2009)    | 305,0 (2009)    | 84,27 (2009)    | 6,314 (2009)          | www.eurobank.gr |
| Emporiki Bank           |                |                   | (20xx)        |                          | | (20xx)          | (20xx)          | (20xx)          | (20xx)                | www.emporiki.gr |
| First Business Bank     |                |                   | (20xx)        |                          | | (20xx)          | (20xx)          | (20xx)          | (20xx)                |                 |
| Geniki Bank             | 1937           |                   | (20xx)        |                          | | (20xx)          | (20xx)          | (20xx)          | (20xx)                |                 |
| Hellenic Bank           | 19761          |                   | (20xx)        |                          | | (20xx)          | (20xx)          | (20xx)          | (20xx)                |                 |
| HSBC                    |                |                   | (20xx)        |                          | | (20xx)          | (20xx)          | (20xx)          | (20xx)                |                 |
| HypoVereinsbank         |                |                   | (20xx)        |                          | | (20xx)          | (20xx)          | (20xx)          | (20xx)                |                 |
| Marfin Egnatia Bank     |                |                   | (20xx)        |                          | | (20xx)          | (20xx)          | (20xx)          | (20xx)                |                 |
| Millennium Bank         |                |                   | (20xx)        |                          | | (20xx)          | (20xx)          | (20xx)          | (20xx)                |                 |
| National Bank of Greece | 1841           | Athen             | 9.770 (2017)  | 485 (2017)               | Albanien, Malta, Nordmazedonien, Rumänien, Südafrika, Zypern                                         | 76,7 (20xx)     | (20xx)          | (20xx)          | (20xx)                |                 |
| Piraeus Bank            |                | Athen             | 12.848 (2017) | 622 (2017)               | Ägypten, Albanien, Bulgarien, Großbritannien, Rumänien, Serbien, Ukraine, Vereinigte Staaten, Zypern | (20xx)          | (20xx)          | (20xx)          | (20xx)                |                 |
| Probank                 |                |                   | (20xx)        |                          | | (20xx)          | (20xx)          | (20xx)          | (20xx)                |                 |
| Proton Bank             |                |                   | (20xx)        |                          | | (20xx)          | (20xx)          | (20xx)          | (20xx)                |                 |
| T Bank                  |                |                   | (20xx)        |                          | | (20xx)          | (20xx)          | (20xx)          | (20xx)                |                 |
| TT Hellenic Postbank    | 1900           |                   | (20xx)        |                          | | (20xx)          | (20xx)          | (20xx)          | (20xx)                |                 |

1 = Bei ausländischen Banken: Gründung der Niederlassung in Griechenland